# 諾沃格魯德

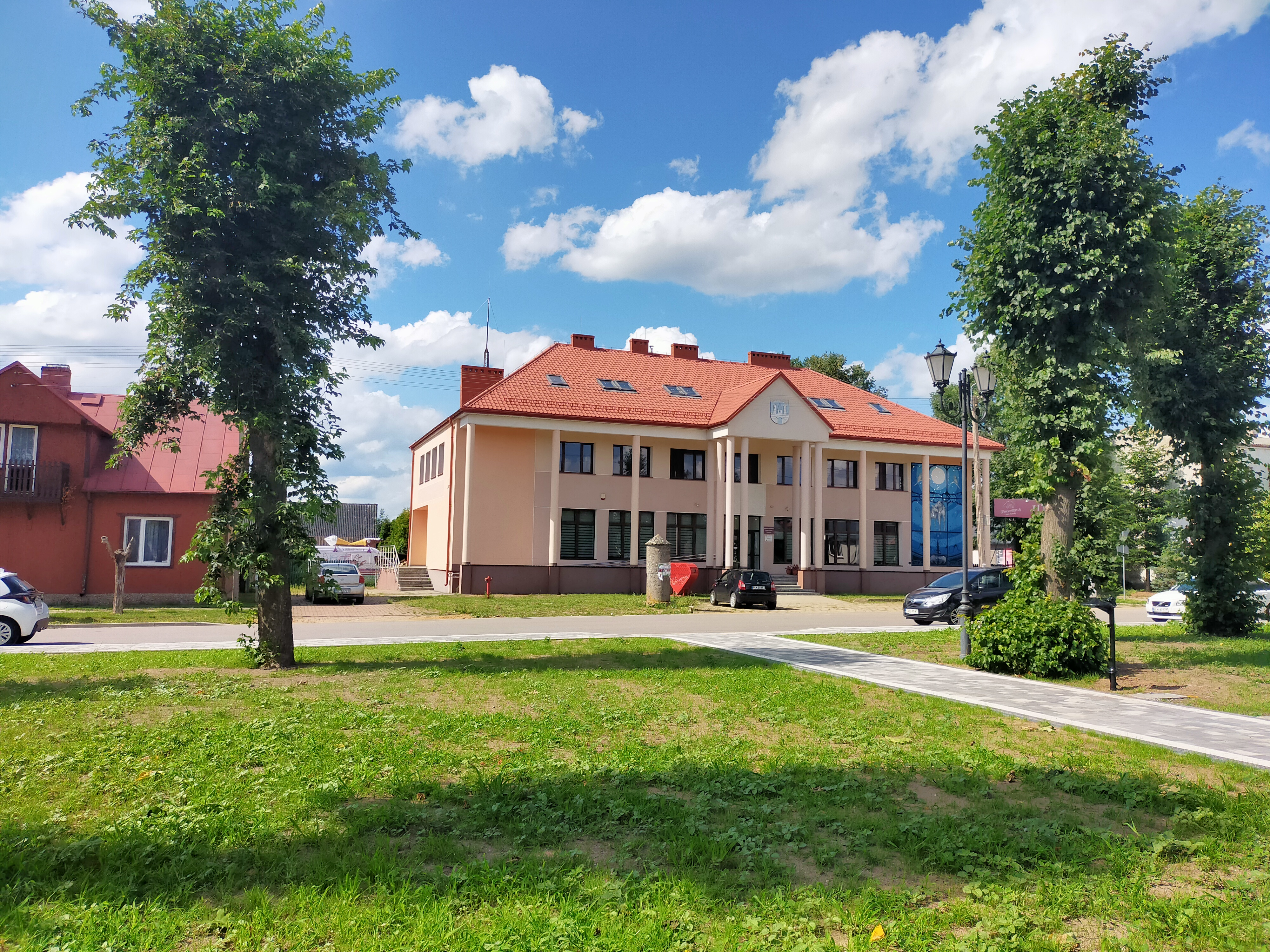

諾沃格魯德是波蘭的城鎮，位於該國東北部納雷夫河畔，距離波德拉謝省13公里，由波德拉謝省負責管轄，面積20.55平方公里，2006年人口2,014。